# Parc Frogner
El Parc Frogner (Frognerparken en bokmål i nynorsk) és el parc públic més gran d'Oslo, la capital de Noruega, dels quals és una de les principals atraccions turístiques. El parc és una àrea dedicada a l'exposició permanent d'unes dues-centes escultures i altres obres d'art de l'escultor noruec Gustav Vigeland. El parc forma part històricament de Frogner Manor, i la casa pairal es troba al sud del parc, i acull el Museu d'Oslo. Tant el parc, com tot el barri de Frogner i Frognerseteren deriven els seus noms de Frogner Manor.
Frogner Park conté, al seu centre actual, la instal·lació Vigeland (noruec: Vigelandsanlegget); anomenada originalment la instal·lació de Tørtberg), una instal·lació d'escultura permanent creada per Gustav Vigeland entre 1924 i 1943. Consta d'escultures i d'estructures més grans com ponts i fonts. La instal·lació no és un parc separat, sinó el nom de les escultures dins del parc Frogner més gran. De manera informal, la instal·lació de Vigeland s'anomena de vegades "Vigeland Park" o "Vigeland Sculpture Park"; el director del Museu d'Oslo, Lars Roede, va dir que "Vigeland Park" "no existeix realment" i és "el nom dels turistes", a diferència del nom que fan servir els nadius d'Oslo, Frogner Park".
El parc de Frogner Manor era històricament més petit i centrat en la casa pairal, i va ser enjardinat com a parc barroc al segle xviii pel seu propietari, el posterior general Hans Jacob Scheel. Va ser enjardinat com un parc romàntic al segle xix pel llavors propietari, l'industrial Benjamin Wegner. Grans parts de la finca es van vendre per donar espai a l'expansió de la ciutat al segle xix, i la finca restant va ser comprada pel municipi de Christiania el 1896 i convertida en un parc públic. Va ser el lloc de l'Exposició del Jubileu de 1914, i la disposició escultòrica de Vigeland es va construir a partir de la dècada de 1920. A més del parc d'escultures, la casa pairal i un pavelló proper, el parc també conté Frognerbadet (els banys de Frogner) i l'Estadi Frogner. L'estany de Frogner es troba al centre del parc.
Frogner Park és el parc més gran de la ciutat i té 45 hectàrees; la instal·lació d'escultures és el parc d'escultures més gran del món fet per un sol artista. El parc Frogner és l’atracció turística més popular de Noruega, amb entre 1 i 2 milions de visitants cada any, i està obert al públic en tot moment. Frogner Park i la instal·lació de Vigeland (noruec:Frognerparken og Vigelandsanlegget) va ser protegit per la Llei de Patrimoni el 13 de febrer de 2009 com el primer parc de Noruega.